# Перн (Па-де-Кале)
Перн (фр. Pernes) — коммуна во Франции, регион О-де-Франс, департамент Па-де-Кале, округ Аррас, кантон Сен-Поль-сюр-Тернуаз. Поселок расположен в 36 км к северо-западу от Арраса, в 18 км к западу от Бетюна и в 8 км от автомагистрали А26 "Англия" Труа-Кале, на обоих берегах реки Кларенс.
Население (2018) — 1 659 человек.

## Достопримечательности
- Здание мэрии с часами 1586 года
- Церковь Святого Петра XVI—XIX веков
- Уцелевшая часть стены средневекового замка, разрушенного во время Великой французской революции

## Экономика
Уровень безработицы (2017) — 17,3 % (Франция в целом — 13,4 %, департамент Па-де-Кале — 17,2 %). 

Среднегодовой доход на 1 человека, евро (2018) — 18 550 (Франция в целом — 21 730, департамент Па-де-Кале — 19 200).

## Демография
Динамика численности населения, чел.

## Администрация
Пост мэра Перна с 2020 года занимает Женевьева Жансон Чажка (Geneviève Janssoone Czajka). На муниципальных выборах 2020 года возглавляемый ею список победил в 1-м туре, получив 50,22 % голосов.
| Период | Период | Фамилия                | Партия                  | Примечания                            |
| ------ | ------ | ---------------------- | ----------------------- | ------------------------------------- |
| 1965   | 1989   | Люс Лелё               | Коммунистическая партия |                                       |
| 1989   | 2001   | Мишель Бекю            |                         |                                       |
| 2001   | 2020   | Жан-Мари Оливье        |                         | член Генерального совета департамента |
| 2020   |        | Женевьева Жансон Чажка |                         |                                       |

## Ссылки

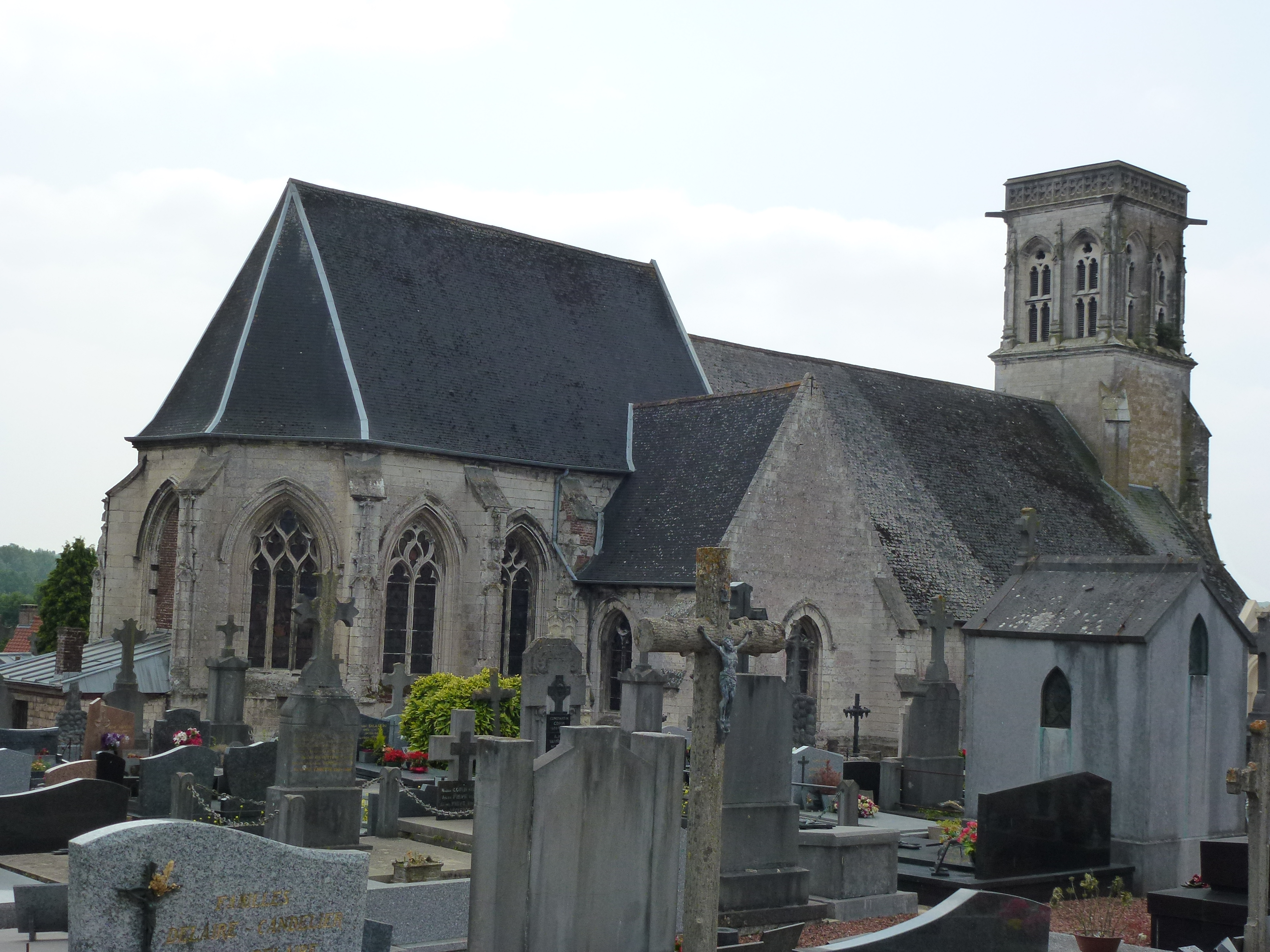
Церковь Святого Петра